# Bruchophagus grewiae
Bruchophagus grewiae är en stekelart som beskrevs av T.C. Narendran 1994. Bruchophagus grewiae ingår i släktet Bruchophagus och familjen kragglanssteklar. Inga underarter finns listade.